# Запалня
Запалня (турски имена: „Азаблу“ и „Азаплу“) е изселено село в Твърдишка селищна система, потопено под вода през 1965 година при изграждането на язовир Жребчево. Селото се намира недалеч от град Николаево и село Паничерево на 8 км югозапад от гр. Твърдица. Единственото, което е останало от селото, е църквата „Свети Иван Рилски“, също наричана „Потопената църква“.

## История
Първото споменаване на селото е в османски документ от 1472 г. под името „Азаблу“, но по предание селото се е намирало в друга местност, на север около местност „Клиселика“, южно от местността „Шумата“ и „Касъка“ в близост до река Тунджа. Не се премества на юг заради разливите на реките Тунджа и Твърдишка и трудното придвижване.
Има две предположения за преместването на селото:
- Първо – поради честите наводнения от река Тунджа, селото се премества на сегашното си място, предпазено от водни стихии и бурни ветрове.
- Второ – предполага се, че преди падането на България под османска власт, селото е било опожарено и разрушено – 1364 г.

От незапомнени времена селото има и българско име Запалня, отразено е в европейски карти през 14 век. „Азаблу“, „Азаплу“ е вероятно турска калка на българското Запалня.
През турско време през Запалня минава оживен път от Казанлък за Нова Загора и Одрин. Край пътя е имало няколко хана. Край селото този път се пресича от друг стар път Друма от изток на запад. Селото е от Казанлъшка каза.
През 15 век селото се премества в новото местонахождение. Турското население се увеличава и около 28 къщи остават български.
След освобождението от 1881 г. – 1884 г. всички турци си продават имотите на българи от селото и околните села и се изселват от България. Населението остава чисто българско и Запълня е в Новозагорска околия.
В началото на 20 век е самостоятелна община, след това към Долно Паничерево и накрая към Твърдица. Остава настрани от новите главни пътища, което се отразява и на развитието му. През 1957 г. преминава в Сливенска околия.
Във връзка с изграждането на язовир на р. Тунджа с указ № 57 от 05.02.1965 г. селото е заличено от списъка на населените места и е потопено през ранната пролет на 1965 г. След като на хората се отпускат известни помощи да си построят жилища в други места, а вещите на черквата са пренесени в с. Гурково, селото, с изключение на една сграда и част от землището му, остава в чашата на яз. „Жребчево“. Хората се преселват в гр. Твърдица, където южно от жп линията изграждат нов квартал, в гр. Казанлък и в други селища.
Въпреки че селището не съществува, бившите му жители провеждат ежегодно в района събор и издават две книги за него.
На едно възвишение, в близост до останките на църквата, се намира изоставено гробище. Пред него, с лице към яз. „Жребчево“ е поставена паметна плоча за цялото потънало село. Текстът гласи: „Село Запалня, заселено XV в., изселено 1962 г.“
Язовирът е построен през 1959 – 1966 г. В чашата на язовира са също и бившите села Жребчево и Долни Паничарево.
Поминъкът в миналото е земеделие, животновъдство, отглеждане на маслодайна роза. В района е имало и три воденици. От всички страни селото е било заобиколено с розови насаждения и е било на първо място по добив на рози. Имало е 120 гюлеви казана за добив на розово масло.
Училище в селото има от 1871 г. Читалището „Пробуда“ е основано през 1928 г.

## География
Землището на селото е граничело със землищата на: Сборище, Жребчево, Долно Паничерево, Николаево, Козарево и Твърдица. Заема част от Твърдишката котловина и възвишенията на Межденик с вис. от 250 до 600 метра.
Названията на местостите са смесени с преобладаващи тези от турски произход.

## Родове
Стари родове: Шекирови, Караджите, Дерменските, Демирджята, Караманаз, Папазите, Трампите, Ялмаклиите, Кискините, Делирадевци, Драгневци, Чомлеви, Забунци, Христановци, Калайджиите. Чакмаците, Грошови

## Историческо развитие на населението
| г.   | жители |
| ---- | ------ |
| 1900 | 634    |
| 1910 | 788    |
| 1920 | 962    |
| 1926 | 915    |
| 1934 | 972    |
| 1946 | 938    |
| 1956 | 741    |

## Други
Залив Запалня на остров Смит в Антарктика е наименуван на селото.